# Heterocerus fusculus fusculus
Heterocerus fusculus fusculus é uma subespécie de insetos coleópteros polífagos pertencente à família Heteroceridae.
A autoridade científica da subespécie é Kiesenwetter, tendo sido descrita no ano de 1843.
Trata-se de uma subespécie presente no território português.